# Barajas, Mexiko
Barajas är en ort i Mexiko.   Den ligger i kommunen Apaseo el Alto och delstaten Guanajuato, i den centrala delen av landet, 190 km nordväst om huvudstaden Mexico City. Barajas ligger 2 020 meter över havet och antalet invånare är 939.
Terrängen runt Barajas är kuperad västerut, men österut är den platt. Runt Barajas är det ganska tätbefolkat, med 207 invånare per kvadratkilometer. Närmaste större samhälle är Apaseo el Alto, 5,1 km norr om Barajas. I omgivningarna runt Barajas växer huvudsakligen savannskog.